# Vrijwilligerslegioen Nederland

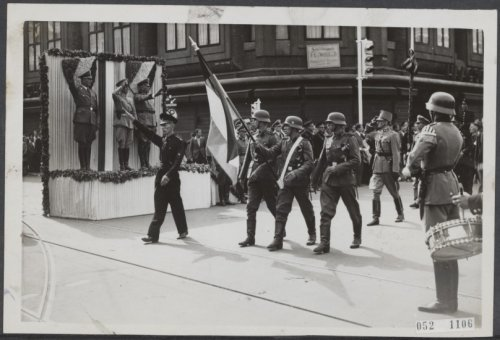
Defilé Vrijwilligerslegioen Nederland (Spui Den Haag 1941)

Wervingsposter

Het Vrijwilligerslegioen Nederland was een benaming voor Nederlanders die tijdens de Tweede Wereldoorlog voor nazi-Duitsland wilden vechten tegen de bolsjewieken in Oost-Europa. 
De eerste aanzet voor een dergelijk legioen kwam van de aanvoerder van het Nationaal Front, Arnold Meijer. Meijer streefde een Groot-Nederland na. Door een vrijwilligerslegioen op te zetten, hoopte hij bij de Duitse bezetters in een goed daglicht te komen ten faveure van de NSB. In zijn ogen moest het legioen ook een duidelijke Nederlandse stempel krijgen. Dit was tegen het idee van de Duitsers. 
Op 28 juni 1941 verscheen in de kranten het bericht van Meijer dat er een vrijwilligerslegioen werd opgezet. Ongeveer anderhalve week later, op 6 juli 1941 verscheen wederom een bericht in de krant over het legioen, waarin stond dat het Vrijwilligerslegioen Nederland was opgericht. Dit was echter zonder medeweten van Meijer en het adres waar vrijwilligers zich konden aanmelden was bij een kantoor van de Waffen-SS, de SS-Ergänzungstelle Nordwest in Den Haag. De Duitsers wilden de vrijwilligers onderbrengen in een regiment van de SS waarbij zij Duitse kledij dragen met enkel Nederlandse distinctieven. Meijer werd daarom aan de kant gezet door de Duitsers. 
De NSB zag daarentegen wel steeds meer in het legioen en begon ook onder de eigen leden, en dan met name bij de Weerbaarheidsafdeling (WA), te werven. Daardoor vertrokken er groepen Nederlanders, waarvan er vele NSB-lid waren, naar Dębica voor een opleiding. Ze kregen wel aparte runen en kregen op hun uniform een afbeelding van de prinsenvlag. De soldaten moesten dan ook de eed afleggen op de Führer en de prinsenvlag. Commandant van het legioen werd de vroegere chef-staf van het Nederlandse leger, Hendrik Seyffardt.
Er zijn propagandaposters gedrukt om de Nederlanders aan te laten sluiten bij het Vrijwilligerslegioen. Ook is er een speciaal lied geschreven voor het legioen, namelijk het Lied der Legioen. Op 1 november 1942 verschenen twee postzegels met toeslag ten bate van het legioen, de zogeheten Legioenzegels. Naar schatting hebben 20 tot 25 duizend Nederlanders in Oost-Europa gevochten.
In de zomer van 1943 werd het legioen omgedoopt in de 'SS-Freiwilligen-Panzergrenadier Brigade ´Nederland´, een eenheid van ongeveer 6000 man.

## Inzet aan het Oostfront

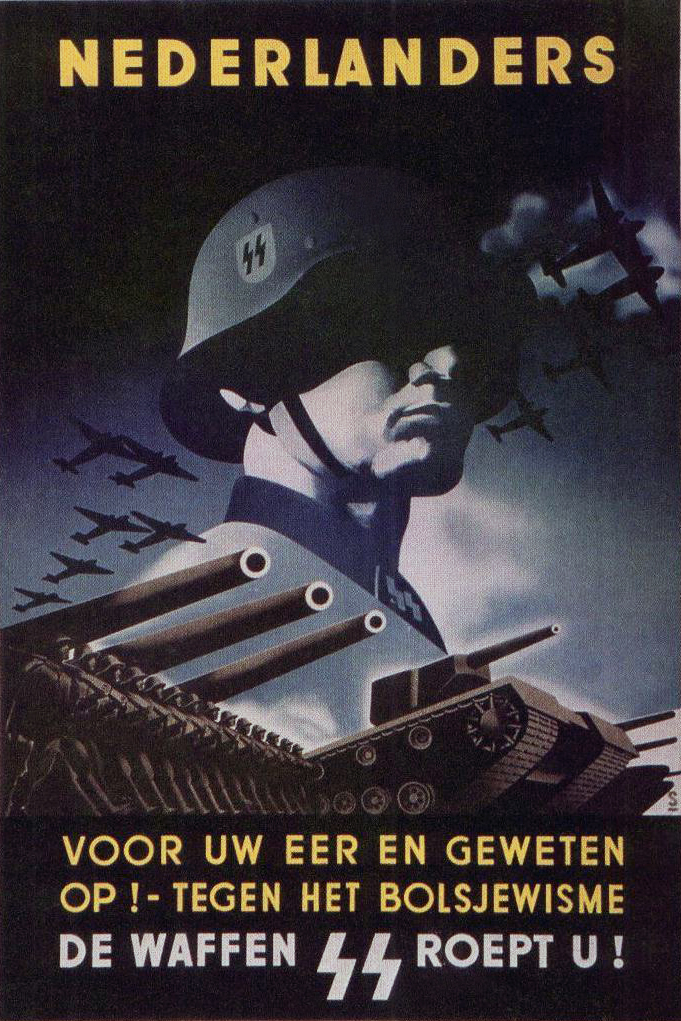
Rekruteringsaffiche Nederlandse SS

In 1942 vocht dit legioen bij Leningrad, medio 1943 werd het Vrijwilligerslegioen teruggeroepen naar Kroatië om de Partizanen te bestrijden en verdere training op te doen en in 1944 verdedigden de Nederlandse legionairs met succes het bruggenhoofd Narva tegen het Rode Leger. In 1945 viel het Vrijwilligerslegioen onder Berlijn uit elkaar.